# Birkenstock
Pour l’article homonyme, voir Johann Adam Birkenstock.

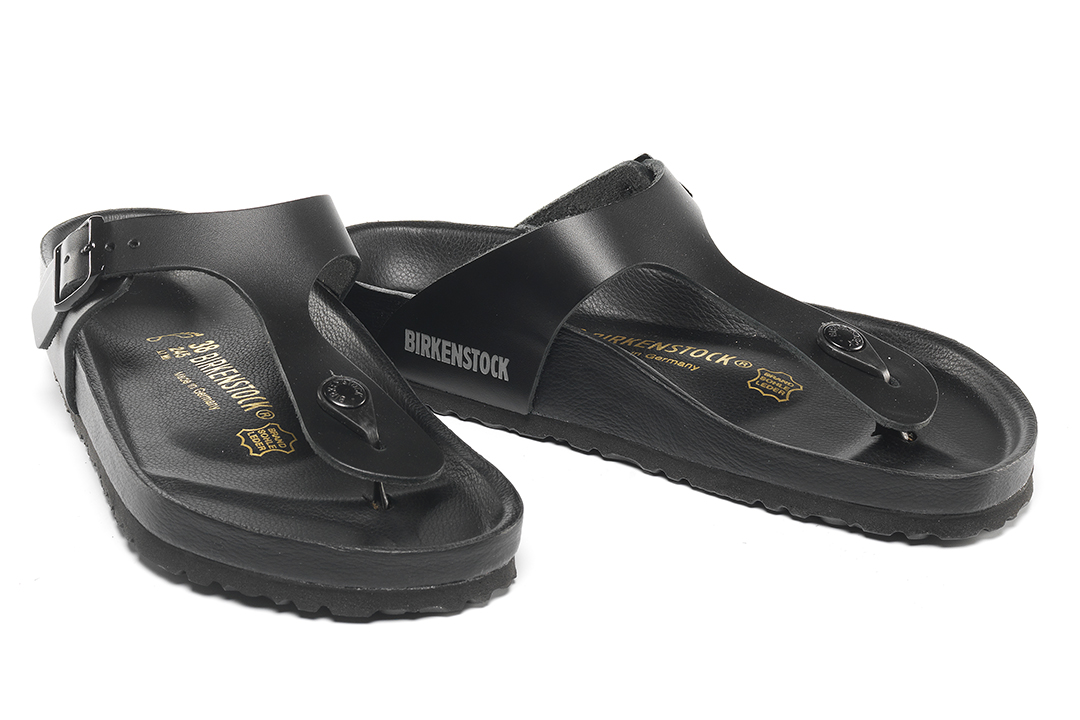
GIZEH - Cuir Exquisite - Noir.

Birkenstock est une marque allemande de sandales, de claquettes et de chaussures, basée à Neustadt (Wied), en Rhénanie-Palatinat.

## Histoire
Fondée en 1774 par le cordonnier Johannes Birkenstock à de:Langen-Bergheim,, l'entreprise familiale ne commence son réel développement qu'un siècle plus tard. À l'aube des années 1900, Konrad Birkenstock dessine la première chaussure avec une semelle intérieure flexible en plastique qui contourne et soutient le pied (quasi orthopédique et vendue alors à des professions médicales). C'est cette innovation qui fera la célébrité de la marque et en fera le synonyme d'une chaussure saine pour le pied. Konrad crée alors une petite usine à Friedberg (Hesse).
Adhérent au parti nazi, Carl Birkenstock n'obtient néanmoins pas le contrat pour fabriquer les chaussures de la SS, et n'est pas dans le collimateur de la dénazification de l'après-guerre. Karl, fils de Carl Birkenstock, développe la sandale, dont le 1er prototype date de 1962 et le modèle Madrid est fabriqué à partir de 1963.
Malgré son développement, la marque vivote, Birkenstock ne parvient pas encore à s'implanter aux États-Unis. Mais en 1966 l'entrepreneuse Margot Fraser, découvre la marque et développe la branche américaine de Birkenstock. Dans les années 1970, elle est prisée par de jeunes Américains bohèmes et dans les années 1990 connaît un nouveau succès avec l'introduction de nouveaux modèles et de coloris diversifiés. Aussi bien en Allemagne qu'aux États-Unis l'entreprise est associée à l'image des contestataires de gauche ou écolos.
Depuis les années 1980, une grande partie du personnel médical des hôpitaux allemands porte des Birkenstock. Bien qu'une partie non négligeable des ventes concerne des chaussures professionnelles, la majorité des ventes reste la sandale classiques.
En 1997, Narciso Rodriguez et Paco Rabanne en chaussent leurs mannequins. Entre-temps, l'entreprise change d'image passant de « ringarde » à une « marque à la mode ». Pour gagner un côté plus à la mode, l'entreprise engage le mannequin Heidi Klum pour dessiner et porter un modèle de chaussure[réf. nécessaire]. 
En 2012, l'embauche de Olivier Reichert marque un tournant : il remet de l'ordre dans l'entreprise qui comporte alors 38 filiales disparates et vivant en autarcie ; il étend peu à peu la gamme de produits tout en recentrant les produits sur le cœur de métier de l'entreprise mais avec une approche créative. La distribution est recadrée avec le développement de points de vente en propre qui dépasse la cinquantaine en quelques années. Les collaborations vont se multiplier, avec Jil Sander, Proenza Schouler ou Rick Owens et en 2013, Phoebe Philo réinterprète la sandale pour Céline, fourrée de fausse fourrure, puis Alexander Wang. Même le spécialiste des talons hauts Manolo Blahnik dessine une paire de sandales avec ses codes. Pour ces collaborations, Birkenstock créé une filiale nommée « 1774 ». Le personnage de Barbie échange ses talons hauts contre des sandales Birkenstockans dans le film homonyme, un succès mondial.
En février 2021, L Catterton, associé à LVMH, acquiert une part majoritaire du capital de l'entreprise pour 4 milliards d'euros,. L Catterton apporte « les moyens nécessaires » au développement mais sans s'occuper de la gestion de l'entreprise. Vers cette époque, la marque est souvent en rupture de ses produits phares, ne pouvant répondre à la demande : l'entreprise produit 30 millions d'exemplaires annuellement, dans six usines, dont la dernière ouverte à l'automne 2023. En octobre 2023, Birkenstock entre à la Bourse de New York.